# Maksymilian Jasionowski
Maksymilian Jasionowski ps. Marek z Chin , Staropolanin (ur. 12 października 1867 w Piekarach Śląskich, zm. 7 marca 1957 tamże ) – polski pisarz ludowy, działacz społeczny i narodowy, publicysta, całe życie związany z Górnym Śląskiem oraz Piekarami Śląskimi.

## Dzieciństwo i młodość
Urodził się w rodzinie rzemieślniczej, dbającej o polskie tradycje narodowe; jego ojciec, Jan (Johann) Jasionowski był mistrzem piekarskim, matką była Maria (Marianna) z domu Brückner.  Maksymilian był jednym z pięciorga dzieci państwa Jasionowskich. Niewiele wiadomo o wczesnych latach jego życia, ale – jak sam wspomina w swoim życiorysie – w 1873 roku wstąpił do niemieckiej szkoły powszechnej. 10 października 1878 roku zmarł ojciec Maksymiliana, zostawiając matkę z pięciorgiem dzieci, która nie ustawała w wysiłkach, by wychować je na przyzwoitych polskich obywateli. W domu rodzinnym abonowano polskie czasopisma, czytano dzieła polskich pisarzy, a najwięcej Kraszewskiego. Mimo rodzinnej tragedii, Maksymilian w szkole radził sobie świetnie. Po dziesiątym roku życia został przesunięty do 8 klasy, gdzie często zastępował głównego nauczyciela – a zarazem organistę – Hajducka. Ze względu na przedwczesną śmierć ojca Jasionowski szybko został zmuszony do rozpoczęcia pracy zawodowej. Już od 14 roku życia pracował dorywczo w okolicznych kopalniach. Jego pierwszym potwierdzonym miejscem zatrudnienia była kopalni Cecylia, gdzie pracował od 1890 do lipca 1897 roku. Praca w kopalni nie należała do łatwych. Zmiany trwały niejednokrotnie kilkanaście godzin, utrudniano zrzeszanie się górników, a ich nierówne traktowanie przelało czarę goryczy. W 1889 roku gromadzone podskórnie niezadowolenie uciskanych Polaków znalazło swoje ujście w strajku generalnym, który objął również i piekarskie ziemie.

## Działalność kulturalna
W 1890 roku Jasionowski wraz z Wawrzyńcem Hajdą, ks. Józefem Katryniokiem i Franciszkiem Kopczyńskim założył w Niemieckich Piekarach Towarzystwo Alojzjanów. Jasionowski został wybrany sekretarzem. W materiałach źródłowych pojawia się wiele rozbieżności związanych z datą rozpoczęcia działalności towarzystwa. Najbardziej prawdopodobny przebieg wydarzeń, co potwierdzają zarówno niektórzy badacze, jak i materiały źródłowe, mógł wyglądać następująco. Na 23 lutego 1890 roku zwołane zostało zebranie organizacyjne, podczas którego podjęto decyzję o założeniu Towarzystwa św. Alojzego. W spotkaniu – na sali Schaefera - wzięło udział kilkuset młodzieńców (wielu z nich działało już wcześniej pod skrzydłami Hajdy w Kółku Polskim). Statut towarzystwa został zaakceptowany, a jego odpis przekazano do akceptacji władzom. Anonimową wzmiankę na ten temat znaleźć można również i w „Katoliku”. Według Jadwigi Kucianki jej autorem był sam Jasionowski, co znaczyłoby, że była to jego pierwsza relacja zachowana w prasie.
Celem towarzystwa było pielęgnowanie polskiej mowy, śpiewu i teatru oraz uświadamianie społeczeństwa na niwie patriotyczno-narodowościowej. Alojzjanie zawiązali m.in. amatorską scenę teatralną, która miała stanowić idealny poligon literacki dla młodego, pełnego zapału i sił twórczych Jasionowskiego. Propagowano język polski i patriotyczne pieśni, nie tylko na wewnętrznych spotkaniach, ale także publicznie, m.in. podczas ceremonii weselnych szanowanych piekarskich obywateli-patriotów: Franciszka Habrajskiego czy Franciszka Gracka. Pierwszym prezesem i opiekunem Towarzystwa został jednogłośnie wybrany ks. Józef Katryniok.
W 1893 roku Jasionowski został przewodniczącym „Alojzjanów”, a działalność zgrupowania aktywizował m.in. poprzez wygłaszanie odczytów. Według życiorysu Jasionowskiego, odczyty nosiły następujące tytuły:
O wolności i niewoli, O wewnętrznym życiu Towarzystw, Religia a narodowość, O Tadeuszu Rejtanie, Z przeszłości Piekar.
Pierwszy z odczytów został wygłoszony w 1894 roku, zaledwie kilka dni po odbyciu przez Jasionowskiego pierwszej kary więzienia. Stąd też może inspiracja do tematyki wykładu, który zawierał następujące punkty:
1. O wolności, o niewolnictwie
2. O starodawnych więzieniach
3. O niewolnictwie Sybiraków – Polaków
4. Tułactwo Polaków
5. O więzieniu Kufstein
6. O nowych więzieniach (teraźniejszych)
7. O usposobieniu i zachowaniu się więźniów
8. O modlitwach i złorzeczeniach więźniów
9. O dzisiejszych Polakach więźniach
10. Przestroga przed karą więzienną
Ostatni z referatów – Z przeszłości Piekar posłużył jako materiał do późniejszej niewydanej monografii autorstwa Jasionowskiego pt. Historia Piekar na Górnym Śląsku.
W 1897 roku – wskutek decyzji kurii biskupiej we Wrocławiu nakazującej zamknięcie towarzystw św. Alojzego jako organizacji politycznych i szkodliwych (efekt przegranych przez Centrum wyborów z 1893 roku) – Towarzystwo przekształciło się w Kasyno Katolickie, pod którym to szyldem działało do 1903 roku.
15 kwietnia 1908 roku zostawił kolejny ślad na kulturalno-społecznej mapie Piekar, zakładając wraz z Wawrzyńcem Hajdą oraz działaczem ludowym Franciszkiem Grackiem chór „Cecylia” przy bazylice Najświętszej Marii Panny i św. Bartłomieja w Niemieckich Piekarach. Do grona współzałożycieli należeli również: Karol Cisek – górnik i działacz społeczny, prezes chóru w latach 1928-1933, bracia Czempielowie oraz panowie: Kobyliński, Pach, Müller i inni. Gwoli sprawiedliwości wspomnieć trzeba, iż chór przy bazylice istniał już wcześniej – śpiewał m.in. w 1849 roku podczas konsekracji kościoła wybudowanego z datków  ludu przez ks. Jana Alojzego Ficka. O wcześniejszej historii zorganizowanej grupy śpiewaczej świadczą rozproszone opisy i wzmianki, natomiast udokumentowana historia wraz z nadaniem oficjalnej nazwy rozpoczyna się 15 kwietnia 1908 roku. Ten dzień jest również celebrowany jako rocznica istnienia chóru. Chór jest jednym z najstarszych w Polsce, istnieje do dzisiaj. Uświetnił m.in. ceremonię koronacji obrazu Matki Boskiej Piekarskiej w 1925 roku.

## „Marek z Chin”
„Marek z Chin” to pseudonim Jasionowskiego, którego używał pisując relacje i reportaże do ówczesnej prasy, wizytując kopalnie na Górnym Śląsku. „Marka z Chin” pociągało ryzyko: im bardziej niebezpieczna akcja, tym bardziej czuł się w obowiązku dotrzeć na miejsce. Przedzieranie się na teren kopalni przypominało nieraz sceny z filmów szpiegowskich: przechodzenie przez dziury w płocie, przemykanie za plecami strażników, kamuflowanie się. We wszystkich tych aktywnościach czuł się „Marek” jak ryba w wodzie. Podsumowując, a jednocześnie wyjaśniając genezę przydomku: zgodnie z popularnym wówczas przysłowiem, kręcił się jak Marek po piekle – stąd też Marek. Chiny dlatego, że w owych czasach miała miejsce masowa emigracja górników za granicę – nie tylko do Belgii czy Francji, ale także do Chin. Egzotyczny kierunek (oraz wizja ogromnych zarobków) stał się modny, po tym jak Prusy wydzierżawiły od Chin na 99 lat tereny pod budowę kopalni. W 1891 roku w bytomskiej Pracy ukazał się cykl Chińskie opowieści (w oryginale Chińskie powieści). Była to próbka literacko-publicystyczna, a zarazem prasowy debiut „Marka z Chin”. Cykl składał się z wielu odcinków, a akcja opowieści miała miejsce w fikcyjnej chińskiej prowincji i była metaforycznym przedstawieniem stosunków robotniczych oraz sytuacji politycznej panującej na Śląsku. Pierwsza część cyklu ukazała się w numerze 26 „Pracy” z 26 czerwca 1891 roku.
Na przestrzeni kilkunastu lat swej reporterskiej posługi „Marek z Chin” pozostawił kilkadziesiąt relacji. Wzywany był do wielu kopalni na terenie Śląska, zawsze gotów walczyć o sprawiedliwość i piętnować germański wyzysk. Kwestie, które najczęściej poruszał w swoich relacjach, to: 8-godzinna „dniówka”, higiena i bezpieczeństwo pracy, zabezpieczenie górników na starość i renty inwalidzkie, prawidłowe obliczanie dziennego zarobku (tzw. „dyng”), czy kwestia wolności wyborów do spółki brackiej („Knappschaft”).
Współpracował głównie z dwoma periodykami: bytomską Pracą (lata 1891–1910) oraz Nowinami Raciborskimi (1891–1896).  Pod pseudonimem „Staropolanin” pisywał głównie dla „Pracy” poznańskiej.

## Kupferberg (Miedzianka)
W 1897 roku Jasionowski został zwolniony z pracy w kopalni „Cecylia” przez niemieckiego sztygara Schrayera z podejrzeniem pisania do polskich gazet. Schrayer długo i wytrwale zbierał „kwity” na „Marka z Chin”, aż w końcu dopiął swego. Scena zwolnienia z pracy wbiła się na długo w pamięć Jasionowskiego, który nawet po latach wspominał ją wielokrotnie. Znalazł się więc w trudnej sytuacji materialnej, bez środków do życia. Gorzkiego posmaku temu incydentowi dodaje fakt, iż został zwolniony z pracy 5 lipca – dokładnie w tym samym dniu, w którym urodziła się jego pierwsza córka – Elżbieta Anna. Mało tego, Jasionowski został umieszczony na czarnej liście, skutkiem czego nie mógł uzyskać zatrudnienia w przemyśle górnośląskim. Brak środków do życia zmusił go do wyjazdu. Odpowiedział na anons w jednej z niemieckich gazet i w efekcie rozpoczął pracę w kopalni rudy miedzi w dzisiejszej Miedziance (niegdyś Miedziana Góra – Kupferberg), gdzie podjął pracę jako rębacz. Według prawdopodobnie błędnej informacji w Polsce Zachodniej Jasionowski został do Kupferbergu przeniesiony przez Niemców. Kopalnie w Kupferbergu należały w tym czasie do Żyda z Berlina o nazwisku Arend. Wydobycie spadało, złoża się wyczerpywały i kwestią czasu było zamknięcie szybów, co ostatecznie nastąpiło w 1925 roku. Warunki pracy w kopalni były bardzo ciężkie, kopalnie były notorycznie zalewane, dlatego Jasionowski postanowił wrócić na Górny Śląsk, z nadszarpniętym zdrowiem, ale i z nowymi dokumentami, którymi mógł się legitymować przy poszukiwaniu nowego zajęcia. Poza tym tęsknił za swoją rodzinną ziemią, pragnął działać – bez tego się dusił. Prawdopodobnie Jasionowski przebywał pod Jelenią Górą przez cały 1898 rok. Druga córka Jasionowskiego – Maria Magdalena – urodziła się w lipcu 1900 roku, więc w 1899 roku z pewnością był już w Niemieckich Piekarach.

## Powrót do Piekar i działalność społeczno-patriotyczna
Po powrocie na Górny Śląsk podjął pracę w kopalni „Mysłowice”, następnie „Siemianowice” („Laurahuta”), a od 1901 roku w kopalni Radzionków), potem także w Mysłowicach  (w kopalni Mysłowice).
W 1901 roku Jasionowski stanął w obronie dzieci z Wrześni, mówiąc głośno o tej zbrodni w publicznym lokalu, podczas zebrania robotniczego. Za obrazę cesarza został skazany przez Sąd Powiatowy w Bytomiu na 4 miesiące więzienia. Karę odsiedział w Oleśnie, w oddzielnej celi – jak największy zbrodniarz.
Po powrocie z więzienia Jasionowski znalazł ponownie zatrudnienie w kopalni „Radzionków”, gdzie nękany wielokrotnymi szykanami i rozprawami sądowymi pracował do 1908 roku.
W 1908 roku wziął udział w konferencji Związku Zawodowego Górników w Katowicach jako mąż zaufania kopalni „Radzionków”. Konsekwencją udziału w wydarzeniu było zwolnienie z pracy – dzień przed wyborami do rady załogowej. Termin zwolnienia nie był przypadkowy. Dla Niemców Jasionowski był zbyt groźnym graczem. Gdy tylko zorientowali się, z kim mają do czynienia, natychmiast się go pozbyli. Do głosu doszedł w tym momencie upór i nieustępliwość Jasionowskiego. Wniósł on bowiem skargę do sądu pracy za nieuzasadnione zwolnienie i w efekcie wkrótce został przywrócony do pracy w kopalni. Tam znowu spotkały go szykany, a także kolejne zwolnienie, oczywiście za „polską agitację”. Cały ten cykl powtarzał się kilka razy, aż w końcu zrezygnowany Jasionowski poddał się, odchodząc w 1911 roku (wg niektórych źródeł było to w roku 1908) z kopalni za namową znajomych.
Po odejściu z kopalni – gnany koniecznością utrzymania rodziny – Jasionowski rozpoczął prowadzenie biura podań i wniosków. Biuro miało pomóc mieszkańcom Piekar w załatwianiu spraw urzędowych. Początkowo miał bardzo dużo pracy. Wielu piekarzan było albo niepiśmiennych, albo nieobeznanych z sądową (i nie tylko) biurokracją. Zgłaszali się więc do Jasionowskiego, który pomagał, jak tylko mógł, za kilka fenigów przygotowując kolejne pisma. Nie chciał kolejny raz zadzierać z władzą, dlatego swojej działalności nigdzie nie zarejestrował. Wykazując się niebywałą wytrwałością, biuro prowadził przez 25 lat z małymi przerwami aż do roku 1933, kiedy to zrezygnował z powodu ogólnego osłabienia i choroby nerwowej.
Jeden tylko raz pracę w biurze połączył z pracą na kopalni, kiedy to w 1918 roku z powodu mobilizacji do wojska przemysł (w tym górnictwo) zmagał się z problemem braku rąk do pracy. Jasionowski powrócił do pracy w kopalni, gdzie w miejsce zmobilizowanych przyjmowano do pracy wszystkich ochotników. W nieludzkich warunkach pracowali też na dole jeńcy rosyjscy. Jasionowski, choć sam ubogi, przynosił im nieraz gotowane kartofle. Pewnego razu, widząc katowanego jeńca rosyjskiego, rzucił się z pięściami na pruskiego żandarma. Efektem – kolejne zwolnienie z pracy.
W tym samym 1918 roku powołany został na przewodniczącego Polskiej Rady Ludowej (Rady Robotniczej) w Niemieckich Piekarach. W ramach działań rady nawiązywał stosunki handlowe m.in. z Wielkopolską, starając się o żywność dla mieszkańców Piekar – głównie mąkę i ziemniaki. Funkcję tę pełnił aż do rozwiązania rady w maju 1919 roku.
Maksymilian Jasionowski był również jednym z organizatorów plebiscytu na przyszłych ziemiach piekarskich ;. Członkiem tytularnym Komitetu Parytetycznego został mianowany postanowieniem Komisji Międzysojuszniczej Rządzącej i Plebiscytowej Górnego Śląska z dnia 13 stycznia 1921 roku. Wcześniej, od 1 października 1920 r. do końca marca 1921 roku, pracował jako pomocnik biurowy w lokalnym biurze Polskiego Komitetu Plebiscytowego. Przełożyło się to na świetny wynik – 90% osób uprawnionych do głosowania opowiedziało się za przyłączeniem Śląska do Polski. Wzmożona aktywność miała swoją mroczną stronę. Cierpiała przy tym rodzina, a Jasionowski wracał do domu praktycznie tylko na noc, angażując się z całych sił w organizację plebiscytu oraz agitację.
W trakcie III powstania śląskiego Jasionowski pełnił funkcję sekretarza Bytomskiej Rady Powiatowej (zwanej też Radą Cywilną, później przemianowaną na Radę Obywatelską). Działał także przy Ekspozyturze Emigracyjnej Naczelnej Rady Ludowej z siedzibą w Wielkich Piekarach. Rozkaz utworzenia Powiatowej Rady Cywilnej oraz Rad Miejscowych we wszystkich gminach powiatu nadszedł 6 maja z dowództwa Grupy „Wschód” z Bielszowic. Biuro zostało urządzone w szkole w Szarleju. Stanowisko komisarza cywilnego objął Wiktor Polak.
Po III powstaniu śląskim, piastując tam funkcję sekretarza, Jasionowski pomagał powstańcom-uchodźcom w kwestiach mieszkaniowych i żywnościowych. W Piekarach znajdował się bowiem tymczasowy obóz dla uchodźców.
W 1928 roku Jasionowski został sekretarzem Polskiej Partii Socjalistycznej.
28 stycznia 1934 roku decyzją Zarządu Grupy Miejscowej Związku Powstańców Śląskich w Wielkich Piekarach Jasionowski został mianowany dożywotnio członkiem honorowym grupy, „na znak swych zasług położonych na ołtarzu narodowym dla naszej Ojczyzny”. W walnym zebraniu grupy wzięło udział 146 członków. Czynnym członkiem Związku Maksymilian był już od roku 1921 i – jeśli wierzyć treści zaświadczenia – brał aktywny udział we wszystkich trzech powstaniach śląskich.
Przewodził filii Zjednoczenia Zawodowego Polskiego w Piekarach Śląskich, która liczyła 2300 członków.

## Związki z Wawrzyńcem Hajdą
Nie sposób pisać o Jasionowskim bez przywołania jednocześnie postaci Wawrzyńca Hajdy. Z zachowanych źródeł wynika, że Jasionowski był dumnym człowiekiem, nie umiał się reklamować ani prosić o łaskę, był też prawdomówny i ostry w osądach, co nie zjednywało mu przyjaciół. Do tego bardzo wąskiego – elitarnego wręcz – grona przyjaciół „Marka z Chin” należał jednak bez wątpienia Wawrzyniec Hajda. Obaj panowie poznali się prawdopodobnie przy założeniu piekarskiego Towarzystwa Alojzjanów i znajomość ta przetrwała długie lata. Hajda był mistrzem i przewodnikiem, a także nauczycielem Jasionowskiego, który pełnił rolę prawej ręki niewidomego wizjonera. To dzięki swojemu mentorowi Jasionowski posiadł m.in. umiejętność czytania i pisania nut.
Zapisywał też myśli i przemowy Hajdy, co zaowocowało później napisaniem biografii „Śląskiego Wernyhory”.

## Lata dojrzałe
W czasach aktywności zawodowej Maksymilian Jasionowski utrzymywał się z pensji górniczej, a w latach dojrzałych – z renty starczej. W okresie XX-lecia międzywojennego otrzymywał 31 zł miesięcznej renty górniczej. Była to równowartość około 7 ówczesnych dolarów, za co można było kupić niespełna 100 kilogramowych bochenków chleba. Rentę wypłacała Spółka Bracka w Tarnowskich Górach. Po wojnie jego emerytura była jeszcze skromniejsza. Według większości źródeł Jasionowski żył w notorycznym ubóstwie, które nasiliło się od momentu, kiedy otworzył biuro pisania podań. Po śmierci żony (1936 r.) Jasionowski wycofał się z życia publicznego, chociaż wciąż pisał. Prowadził także liczną korespondencję. Korespondował m.in. z Jadwigą Kucianką, profesorem Edwardem Szwedem i ks. Jerzym Pawlikiem.
Czując, że życie ucieka mu w zastraszającym tempie, Jasionowski podjął  dramatyczną próbę odnalezienia swych rozproszonych rękopisów. Operacja zakończyła się tylko częściowym powodzeniem – wiele bezcennych autografów zaginęło bezpowrotnie. Zmarł 7 marca 1957 roku i został pochowany na piekarskim cmentarzu, tuż obok grobu swego mistrza i nauczyciela – Wawrzyńca Hajdy.

## Rodzina
Jasionowski był żonaty z Franciszką Długoszową z Zabrza. Ceremonia zaślubin miała miejsce 20 września 1896 roku. Franciszka zmarła 4 września 1930 roku w wieku 66 lat. Jasionowcy pozostawili po sobie pięć córek. Z jedną z nich – Elżbietą Kołodziejczyk – korespondowała wspomniana już wcześniej Jadwiga Kucianka, uzyskując bezcenne informacje na temat życia rodziny Jasionowskich. Potwierdziła m.in. ciężką sytuację materialną, w której znaleźli się Jasionowscy, oraz temat, który często był pomijany w naukowych opracowaniach –mianowicie: jak wygląda życie rodzinne społecznika. Elżbieta Kołodziejczyk przyznała w rozmowie z Jadwigą Kucianką, że ojca prawie nie miała. Były to dla niej bardzo bolesne wspomnienia. Ze wspomnień Kołodziejczyk wynika, iż żona Jasionowskiego musiała ciężko pracować na powierzchni kopalni z powodu ciągłego bezrobocia męża, tak samo i trzy córki zaczęły wcześnie zarabiać na chleb. W pamięci córki ojciec pozostał jako człowiek bezwzględny, zdecydowanie oddany sprawom działalności narodowej, choćby kosztem rodziny.
Rodzice (ślub rodziców: 4 września 1855 roku w Niemieckich Piekarach)
1. Jan Jasionowski – ojciec, ur. 21 maja 1829 roku w Lubszy, zmarł 10 października 1878 roku w Niemieckich Piekarach.
2. Marianna Bruckner – matka, ur. w 1835, zmarła 19 stycznia 1910 roku w Niemieckich Piekarach.
Rodzeństwo
1. Amelia – ur. we wrześniu 1855 roku, zmarła 25 września 1918 roku w Niemieckich Piekarach.
2. Józef Anzelm – ur. w kwietniu 1875 roku w Piekarach, zmarł 8 lipca 1877 roku w Niemieckich Piekarach.
3. Regina – ur. we wrześniu 1859 roku w Niemieckich Piekarach, ślub 8 października 1893 roku w Niemieckich Piekarach z Teofilem Prosowskim(?), zmarła 5 lutego 1946 roku w Lublińcu.
4. Rudolf ?
Żona
1. Franciszka Długosz – żona, ur. w październiku 1864 w Zabrzu, zmarła 4 września 1930 roku w Wielkich Piekarach. Ślub: 20 września 1896 roku w Niemieckich Piekarach.
Dzieci
1. Elżbieta Anna – córka, ur. 5 lipca 1897 roku w Niemieckich Piekarach, zmarła 30 sierpnia 1978 roku w Piekarach Śląskich
2. Maria Magdalena – córka, ur. 15 lipca 1900 roku w Niemieckich Piekarach.
3. Helena Elżbieta – córka, ur. w 1902 w Niemieckich Piekarach.
4. Agata Weronika – córka, ur. 4 lutego 1904 roku, zmarła 15 lutego 1904 roku w Niemieckich Piekarach.
5. Anna Marta – córka, ur. 26 lipca 1905 roku w Niemieckich Piekarach, zmarła 4 sierpnia 1997 roku w Żorach, ślub wzięła 22 września 1930 roku w Wielkich Piekarach

## Wynalazca
Poza działalnością literacką, publicystyczną i społeczną Jasionowski znalazł jeszcze czas, by zajmować się technicznymi nowinkami. Do dzisiaj zachowała się jego korespondencja z pruskim Urzędem Patentowym.  Dyskutowane były dwa wynalazki: pralka i urządzenie do samoczynnego otwierania i zamykania drzwi wentylacyjnych w kopalni. Drugi projekt znalazł uznanie w oczach urzędu, za co Jasionowski został sowicie wynagrodzony. Patent zarejestrowano na nazwisko Max Jaschonowski. Piekarski poeta interesował się technicznymi nowinkami. Przykładowo zgrabnie wplótł telefon w jedną ze swoich relacji z 1896 roku. W tamtych czasach – 22 lata po opatentowaniu pierwszego projektu przez Bella i Graya – telefon nie był jeszcze tak powszechnie używanym i dostępnym narzędziem jak dzisiaj. Mimo iż Jasionowski nie uczęszczał do żadnego mechanicznego technikum, sprawnie posługiwał się rysunkiem technicznym, a narysowane przez niego projekty odznaczały się przejrzystością i precyzją.

## Działalność literacka
Początek literackiej aktywności Jasionowskiego datować można bez wątpienia na rok 1891. Wprawdzie niektóre źródła podają lata osiemdziesiąte XIX wieku jako okres największego rozkwitu twórczości Jasionowskiego, ale jest to nieprawdopodobne z następujących względów: po pierwsze, Jasionowski osiągnął pełnoletniość dopiero w połowie lat osiemdziesiątych, a po drugie – jego debiut datowany jest na 1891 rok i w znanych źródłach, a także rękopisach Jasionowskiego, nie ma ani jednego utworu oznaczonego wcześniejszą datą niż 1891 rok.
Twórczość Jasionowskiego cechuje niespotykane bogactwo gatunkowe i stylistyczne. Pisał wiersze, pieśni, monologi, komedie, dramaty, poematy, szkice historyczne, a nawet powieści – co stanowi wielką rzadkość wśród samorodnych poetów ludowych.
Podsumowując, do dzisiaj przetrwały teksty (w całości lub we fragmentach) 12 z przynajmniej 21 utworów prozą (wliczając odczyty i referaty), 6 z domniemanych ok. 30 utworów scenicznych oraz 39 z minimum 89 liryków, które wyszły spod pióra Maksymiliana Jasionowskiego. Łącznie zachowało się zatem 57 z co najmniej 143 (dochodzą 3 utwory wspomniane z tytułu w korespondencji listownej, trudno stwierdzić, czy należałoby je zaliczyć do liryki, prozy czy dzieł scenicznych) jego utworów, co przy najbardziej optymistycznym scenariuszu stanowi ok. 39,9% dorobku artysty. Oczywiście wyliczenia te należy traktować z dystansem, gdyż nie jest znana dokładna wielkość zaginionego dziedzictwa „Marka z Chin”.
Jasionowski spisywał myśli i pomysły w pokreślonych brulionach, następnie przepisywał starannie do nowych zeszytów. Były one gromadzone i pilnie strzeżone, prawdopodobnie z myślą o wspólnym wydaniu. Niestety II wojna światowa spowodowała utratę wielu rękopisów Jasionowskiego, w tym wszystkich dramatów, wielu komedii i drobnych wierszy. Według autora wczesnych wierszy było ok. pięćdziesiąt. Późniejsze liryki zgromadzone zostały w dwóch brulionach: pierwszy z nich niestety zaginął, drugi pt. Dalsze wiersze i pieśni od r. 1902 zachował się i liczy 40 stron tekstu.
Antologia wszystkich zachowanych utworów lirycznych Jasionowskiego, wraz z obszerna biografią, znajduje się publikacji Jakuba Müllera pt. Maksymilian Jasionowski. Robotnik pióra.

## Odznaczenia
4 listopada 1937 roku uhonorowany Srebrnym Wawrzynem Akademickim za szerzenie zamiłowania do literatury polskiej. W tymże roku został również odznaczony Srebrnym Krzyżem Zasługi za pracę społeczną.

## Publikacje (wybór)
- Śląska kraino nasza ulubiona
- Nad Brynicą
- Zgon Bolesława Chrobrego
- W kopalni, poemat[1]
- Krwawy obrazek, obrazek sceniczny[1]